# Perobal
Perobal é um município brasileiro localizado na região Noroeste do estado do Paraná. Sua população estimada em 2022 é de 7.132 habitantes.

## História
Perobal foi fundado na década de 1950 do século XX pela Companhia Melhoramentos Norte do Paraná e faz parte do planejamento feito pelos ingleses da Paraná Platations para esta região do Estado, implantado no Brasil nos anos 1920 por Lord Lovat.
De sua fundação até 1996, Perobal pertenceu ao município de Umuarama. O novo município foi implantado em 19 de abril daquele ano, mas o plebiscito em que a população decidiu pelo desmembramento de Umuarama foi realizado em 24 de março de 1992.
O primeiro prefeito da cidade foi José Evangelista de Albuquerque, que governou a cidade até 2004. Nas eleições de 1996 e 2000 (quando foi reeleito) ele disputou o cargo com Sebastião Calixto Barbosa. Ambos eram vereadores em Umuarama antes da criação do município.

## Política
Ex-prefeito da cidadeː
- Antônio Colognesi Sobrinho assumiu em 2004;
- Almir de Almeida assumiu em 2006, depois da cassação de Colognesi;
- Almir de Almeida (PMDB) foi reeleito em 2008, assumindo em 2009;
- Jefferson Pradella (PDT) foi eleito em 2012, assumindo em 2013.

## Geografia

### Hidrografia
O município está na bacia hidrográfica do rio Paraná. Todos os rios que cortam o território de Perobal seguem para o rio Piquiri, afluente do rio Paraná.
Perobal, porém, não é banhado pelo rio Piquiri, mas conta com dois de seus afluentes: o rio Goioerê, à leste, e o rio Xambrê, ao norte.

### Rodovias
- BR-272
- PR-323
- PR-486

## Economia
A economia de Perobal baseia-se na agricultura e na agroindústria. As principais culturas do município são a soja, o milho e a cana-de-açúcar. Esta última foi introduzida na cidade na década de 1980 do século XX, depois da fundação da Cooperbal (Cooperativa dos Produtores Álcool e Açúcar de Perobal), que implantou na cidade uma indústria de álcool combustível, a primeira da microrregião de Umuarama.
Na década de 1990, a Cooperbal foi vendida ao grupo Sabarálcool, atual controlador da indústria, que também passou a produzir açúcar na unidade.